# بیوکانان (داکوتای شمالی)
بیوکانان (به انگلیسی: Buchanan) شهری در ایالت داکوتای شمالی کشور ایالات متحده آمریکا است که جمعیت آن در سرشماری سال ۲۰۱۰ میلادی، ۹۰ نفر بوده‌است.